# Leon Krzeczunowicz
Leon Krzeczunowicz ps. „Roland”, „Ekspress” oraz „S1” (ur. 7 września 1901 w Jaryczowie Nowym, zm. 19 marca 1945 w KL Dora w Turyngii) – polski ziemianin pochodzenia ormiańskiego, oficer Wojska Polskiego i Armii Krajowej, współzałożyciel konspiracyjnej organizacji ziemian Uprawa i szef jej obwodu krakowskiego.

## Życiorys
Urodził się w rodzinie ziemiańskiej, zamieszkałej na Kresach Wschodnich. Był wnukiem Kornela Krzeczunowicza oraz synem Waleriana Krzeczunowicza i Ilony de Fricke de Sovenyhaza, pochodzącej z Węgier. Jako uczeń gimnazjum lwowskiego wziął udział w obronie Lwowa w 1918 r., a następnie w szeregach 8. pułku ułanów walczył w wojnie polsko-bolszewickiej, w czasie której został ciężko ranny. Po powrocie z wojska ukończył Wyższe Studia Ziemiańskie i podjął pracę w majątku swoich rodziców w Jaryczowie Nowym.
Zajmował się głównie hodowlą koni, pełniąc funkcję prezesa Związku Hodowców Koni we Lwowie. Pełnił też funkcję  wiceprezesa Wschodnio-Małopolskiego Związku Ziemian we Lwowie i wójta w Jaryczowie. Po agresji ZSRR we wrześniu 1939 r.  ze względu na niebezpieczeństwo aresztowania przez NKWD musiał opuścić rodzinne strony. Objął posadę administratora majątku Biezdziedza k. Kołaczyc należącym do rodziny Romerów, czynnie angażując się w przerzut oficerów WP przez Węgry do Francji. Zdekonspirowany, przeniósł się do majątku w Sieciechowicach k. Miechowa.
Wraz ze swoją starszą siostrą, Marią (1894–1945) brał czynny udział w działalności Związku Walki Zbrojnej-Armii Krajowej. W 1941 r. stał się jednym z założycieli „Tarczy”-„Uprawy”-„Opieki”, paramilitarnej organizacji ziemian i przemysłowców. Celami tej organizacji było m.in. ukrywanie osób zdekonspirowanych i poszukiwanych przez okupanta, opieka nad uchodźcami, zaopatrywanie w żywność oddziałów partyzanckich, magazynowanie broni i organizowanie punktów medycznych. Leon Krzeczunowicz stał się szefem "Uprawy" w okręgu krakowskim. Prowadził też działalność wywiadowczą. Awansowany do stopnia porucznika przez komendanta AK. Używał pseudonimu "Roland", a następnie „Ekspress” i „S1”.
1 sierpnia 1944 r. został aresztowany przez Niemców na rogatkach Krakowa. Przetrzymywany w areszcie Gestapo przy ul. Pomorskiej, a następnie w więzieniu na Montelupich w Krakowie. Został przewieziony do niemieckiego obozu koncentracyjnego Gross-Rosen, a następnie do KL Mittelbau-Dora, gdzie został zamordowany przy likwidacji obozu.

## Życie prywatne
W 1931 zawarł związek małżeński z Wandą Czaykowską herbu Jastrzębiec (1913–1984) z Kamionki Wołoskiej. Mieli dwoje dzieci: Helenę Ilonę (ur. w 1934 r.) i Kornela (ur. w 1944 r.). W 1945 r. Wanda, już jako wdowa, wyjechała do Wielkiej Brytanii, gdzie w 1953 r. wyszła za mąż za młodszego brata Leona, Jerzego.
Jego starsza siostra Leona, Maria pd. "Dzidzia", łączniczka i kurierka Armii Krajowej, była bliską współpracowniczką gen. Tadeusza Komorowskiego. W 1945 r. zaginęła na Węgrzech w czasie wypełniania misji. Prawdopodobnie została zastrzelona wraz z Andrzejem Sapiehą ps. Kodeński" podczas przeprawiania się przez Dunaj do Jugosławii.

## Odznaczenia
- Złoty Krzyż Zasługi z Mieczami, nadany 11 listopada 1943 r. przez dowódcę AK gen. Tadeusza „Bora” Komorowskiego
- Order Virtuti Militari V Klasy, nadany pośmiertnie przez Prezydenta RP Augusta Zaleskiego 26 lipca 1947 r. w Londynie.